# Обожење
Обожење (грч. θέωσις; лат. deificatio) је, према православној теологији, учествовање човека у животу Божијем посредством нестворених божанских енергија. Обожењем се човек позива да постане светац и да тежи јединству са Богом.
Са православног становишта, сматра се да циљ хришћанина, коме тежи читав његов живот и којим су прожете све његове активности јесте обожење.

## Етимологија
Саму реч обожење (теозис) раније су користили грчки филозофи у нехришћанском контексту. Појам теозис се не помиње се у Светом писму, иако се користе слични изрази попут божјег „подобија“. Обожење у хришћанском смислу су први почели да употребљавају источни црквени оци.

## Црквени оцио обожењу
Атанасије Александријски пише: „Бог је постао човек да би човек постао бог”, а слична тврдња се може пронаћи и код других црквених отаца. Они називају човека „богом по благодати” и повлаче знак једнакости између спасења и обожења. Онтолошке претпоставке спасења систематизовао је Григорије Палама, који је срочио и теолошки речник обожења.
Према Максиму Исповеднику приликом обожења човека на место људског деловања долази Божанска енергија, која једина дејствује, а човек постаје „сличан органу (музичком инструменту)… којим (Бог) управља како благоизволи“. Али обожење није инертно стање, већ је непрекидно духовно напредовање. Човек вечно постаје, све више и више, способан да прихвати обожујућу божанску светлост. Човечје обожење бескрајно траје због чињенице да је Божанска енергија која обожује човека „бескрајна сила“.
Обожење је човеково назначење, јер је човек стваран према „лику и подобију“ Божијем. Она је постала немогућа због греха и смрти која је „царовала“ (Римљ. 5, 14) над људским родом до Христовог доласка, али је поново постала доступна силом Светог Духа кога је Христос послао од Оца. Обожење је духовни преображај човека који се темељи на својству природе, али је реч о стварном превазилажењу природе. Обожење тако „спречава човека и твар да се затворе у сопствене иманентности и претпоставља човеково отварање за бескрајне димензије Божије суштине“.
Будући да обожење није само благодатни дар Светог Духа, него захтева и човекову сарадњу, оно је динамички процес, који подразумева сазревање и успињање у заједницу са Богом. Монашка литература хришћанског Истока нарочито је богата у описивању различитих степена у духовном напретку. Један од класика источне монашке духовности, „Лествица божанског успона“, светог Јована игумана синајског, систематски анализира човеков пут до непосредног виђења Бога. Ова монашка духовност неизбежно је имала блиске неоплатонистичке паралеле.
Патристичко учење о обожењу понекад се објашњавало као пантеистичко, јер се чинило да потискује разликовање и размак између Творца и творевине. Ипак, већина савремених патролога се не слаже са оваквом оценом.